# Větrný mlýn (Růžová)
Větrný mlýn holandského typu se nachází na kopci Petřín v obci Růžová v okrese Děčín v Ústeckém kraji. Mlýn byl v roce 1966 zapsán do Ústředního seznamu kulturních památek ČR.

## Historie
Zděný větrný mlýn byl postaven v roce 1878. Provoz byl ukončen v roce 1945. Po odsunu německých obyvatel v roce 1946 objekt začal chátrat. V roce 1964 byl prodán a nový majitel začal s rekonstrukcí. K objektu byly přistavěny budovy. Větrný mlýn slouží jako penzion pro deset osob.

## Popis
Větrný mlýn je dvoupatrová kuželová neomítaná zděná stavba holandského typu postavena z kvádrového pískovcového zdiva na kruhovém půdorysu, vnitřní stěny jsou cihlové. Čtyři okenní osy s pravoúhlými okny, které jsou rámovány bílou hladkou šambránou, v horní části přechází do suprafenestry. Stavba je zakončena plechovou kuželovou střechou s hroticí s plechovou korouhvičkou ve tvaru kohouta. Na jihozápadní straně je sedlový vikýř. Z původních dvou vstupů je zachován jeden. Na severovýchodní straně je přistavěna malá přístavba s plochou střechou. Ve mlýně býval elektromotor, který zabezpečoval mletí i za bezvětrného počasí. V současné době se nachází v lesíku, jeho stěny jsou pokryty břečťanem a je vybaven maketou pěti listého větrného kola o průměru 14 metrů, jehož hřídel vystupuje ze sedlového vikýře.
| půdorys průměr [m] | výška [m] | větrné kolo průměr [m] | počet perutí | tloušťka zdí [m]          | výška střechy [m] | zdroj |
| ------------------ | --------- | ---------------------- | ------------ | ------------------------- | ----------------- | ----- |
| 9                  | 12        | 20 zkráceno na 14      | 5            | u paty 1,1 ve vrcholu 0,9 | 2,5               | [ 3 ] |

## Dostup
Větrný mlýn se nachází asi 850 m jižně od kostela svatého Petra a Pavla v nadmořské výšce 320 metrů, vede k němu zpevněná komunikace. Je jedním z trojice mlýnů (další jsou v Arnolticích a v Janově), které jsou od sebe vzdáleny 2 až 3 kilometry.